# International Solidarity Movement

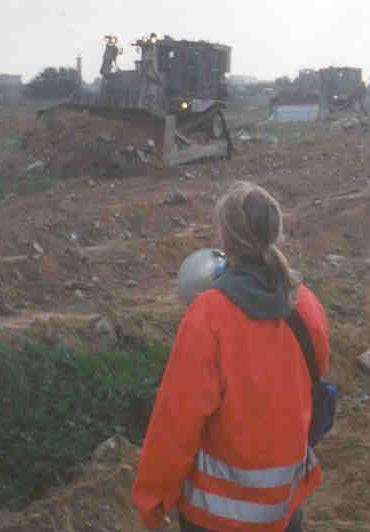
Rachel Corrie davanti a un bulldozer israeliano per impedire la distruzione di una casa palestinese.

L'International Solidarity Movement o ISM (Movimento Internazionale di Solidarietà) è un'organizzazione senza scopo di lucro e non violenta che si pone l'obiettivo di sostenere la causa palestinese nel conflitto israelo-palestinese.
È stata fondata nel 2001 da Ghassan Andoni, attivista palestinese, Neta Golan, attivista israeliana, Huwaida Arraf, palestinese-statunitense e George N. Rishmawi anch'egli palestinese. Adam Shapiro, uno statunitense, si è unito al movimento poco dopo la sua fondazione ed è anche spesso considerato uno dei fondatori.
L'organizzazione conta membri di varie nazionalità e invita a supportare la causa partecipando in prima persona o con atti di protesta non violenti contro l'esercito israeliano in Cisgiordania e nella Striscia di Gaza.